# مولتانوو
مولتانوو (به لاتین: Multanovo) یک منطقهٔ مسکونی در روسیه است که در استان آستراخان واقع شده‌است.